# لئوفارا
لئوفارا (به ایتالیایی: Leofara) یک منطقهٔ مسکونی در ایتالیا است که در واله کاستلانا واقع شده‌است. لئوفارا ۲۶ نفر جمعیت دارد و ۱٬۱۰۰ متر بالاتر از سطح دریا واقع شده‌است.